# Cnemolia leonensis
Cnemolia leonensis är en skalbaggsart som beskrevs av Stefan von Breuning 1935. Cnemolia leonensis ingår i släktet Cnemolia och familjen långhorningar.
Artens utbredningsområde är Sierra Leone. Inga underarter finns listade i Catalogue of Life.